# Detektiv Martin Tomsa
Detektiv Martin Tomsa je český televizní seriál, jehož ústřední postavou je bývalý policista a začínající soukromý detektiv Martin Tomsa. Titulní roli ztvárnil Marek Vašut. Seriál vznikl v tvůrčí skupině Josefa Souchopa a Dariny Levové a byl poprvé vysílán v letech 1995 až 1998. Celkem bylo natočeno 18 dílů, které se odehrávají v prostředí Brna a jeho okolí.
Jednotlivé příběhy cyklu jsou uzavřené a autoři scénářů čerpali inspiraci ze skutečných i všeobecných kriminálních zkušeností. Seriál byl vytvořen na základě požadavků diváků, kteří chtěli vidět české prostředí, herce a příběhy ze současnosti. Marek Vašut, který ztvárnil hlavní roli, se občas i přes riziko nechal vidět v nebezpečných situacích, aniž by byl zastoupen profesionálním kaskadérem.

## Seznam dílů

### Přehled řad
| Řada | Díly | Premiéra v ČR   | Premiéra v ČR     |
| Řada | Díly | První díl       | Poslední díl      |
| ---- | ---- | --------------- | ----------------- |
| 1    | 6    | 17. října 1995  | 2. listopadu 1995 |
| 2    | 6    | 30. října 1996  | 4. prosince 1996  |
| 3    | 6    | 13. března 1998 | 16. dubna 1998    |

### První řada (1995)
| Č. v seriálu | Č. v řadě | Název       | Režie             | Scénář                            | Premiéra          |
| ------------ | --------- | ----------- | ----------------- | --------------------------------- | ----------------- |
| 1            | 1         | Vůně peněz  | Marcel Dekanovský | Josef Souchop                     | 17. října 1995    |
| 2            | 2         | Camel story | Václav Matějka    | Josef Bouček a Václav Matějka     | 19. října 1995    |
| 3            | 3         | Lambada     | Rudolf Tesáček    | Josef Souchop                     | 24. října 1995    |
| 4            | 4         | Flek na hru | Vladimír Kelbl    | Miloslav Jedlička a Josef Souchop | 26. října 1995    |
| 5            | 5         | Zlatá klec  | Václav Matějka    | Josef Bouček a Václav Matějka     | 31. října 1995    |
| 6            | 6         | Tabatěrka   | Vladimír Kelbl    | Josef Souchop                     | 2. listopadu 1995 |

### Druhá řada (1996)
| Č. v seriálu | Č. v řadě | Název            | Režie             | Scénář                                              | Premiéra           |
| ------------ | --------- | ---------------- | ----------------- | --------------------------------------------------- | ------------------ |
| 7            | 1         | Bílá past        | Václav Matějka    | námět: Ivan Kříž scénář: Ivan Kříž a Václav Matějka | 30. října 1996     |
| 8            | 2         | Osudná nadílka   | Marcel Dekanovský | Josef Bouček a Jana Hrušková                        | 6. listopadu 1996  |
| 9            | 3         | Krutá daň omylu  | Vladimír Kelbl    | Miloslav Jedlička                                   | 13. listopadu 1996 |
| 10           | 4         | Nechte maličkých | Vladimír Drha     |                                                     | 20. listopadu 1996 |
| 11           | 5         | Únos Marty M.    | Václav Matějka    | Josef Bouček a Václav Matějka                       | 27. listopadu 1996 |
| 12           | 6         | Veronika         | Vladimír Kelbl    | Josef Souchop a Miloslav Jedlička                   | 4. prosince 1996   |

### Třetí řada (1998)
| Č. v seriálu | Č. v řadě | Název         | Režie          | Scénář                                               | Premiéra        |
| ------------ | --------- | ------------- | -------------- | ---------------------------------------------------- | --------------- |
| 13           | 1         | Zimmer frei   | Milan Růžička  | Josef Šilhavý                                        | 13. března 1998 |
| 14           | 2         | Tónina smrti  | Vladimír Kelbl | námět: Jan Minář a Marek Hladký scénář: Marek Hladký | 19. března 1998 |
| 15           | 3         | Vykání psovi  | Vladimír Drha  | Vladimír Drha                                        | 26. března 1998 |
| 16           | 4         | Případ Anděla | Rudolf Tesáček | Josef Souchop                                        | 2. dubna 1998   |
| 17           | 5         | Bratři        | Vladimír Kelbl | Miloslav Jedlička a Pavel Zatloukal                  | 9. dubna 1998   |
| 18           | 6         | Osamělá       | Jiří Vanýsek   | Jiří Vanýsek                                         | 16. dubna 1998  |

### Reprízy
Před premiérou druhé řady byla v roce 1996 reprízována první řada. Před premiérou třetí řady byly v roce 1998 reprízovány díly č. 8, 12, 7 a 9 z druhé řady. Přes léto 1999 byl odvysílán následující výběr 10 dílů seriálu: 4, 17, 5, 6, 9, 16, 12, 7, 8 a 2. Přes léto 2003 a 2008 byl odvysílán výběr 9 dílů seriálu, který byl totožný s výběrem z roku 1999, vyjma absence dílu č. 4. Na podzim 2014 byly reprízovány díly č. 14, 5, 6, 13, 18 a 8.
Nikdy nebyly reprízovány díly 10, 11 a 15 (nepočítaje opakované vysílání tentýž den v noci či o několik dní později). Po skončení seriálu v roce 1998 nebyly reprízovány díly 1, 3, 10, 11 a 15.